# Palatka (Russie)
Ne doit pas être confondu avec la ville de Palatka en Floride
Palatka (en russe : Палатка, soit littéralement tente) est une commune urbaine de l'oblast de Magadan, en Russie. La commune est le centre administratif du raïon de la Khassyne. Sa population était estimée à 3 571 habitants en 2022.

## Étymologie
Selon une légende locale, Palatka viendrait du mot russe pour désigner une tente (palatka), car quand les premiers arpenteurs routiers (colons travaillant pour la construction de la route) arrivèrent en 1932, ils posèrent leur tente à l'endroit où se trouve le village aujourd'hui. Avec l'arrivée des travailleurs le nom de Palatka aurait été gardé, devenant ainsi le nom du village. Cette histoire racontée d'abord oralement puis retranscrite dans des livres comme celui de Piotr Babkine (Пётр Бабкин) Qui, quand, pourquoi ? L'origine des noms sur la carte de la région publiée en 1956.
Cependant, cette théorie est invalidée car dès 1900, dans le livre de Nikolaï Sliounine Territoire d'Okhotsk et du Kamtchatka, la rivière Palatka, coulant aux abords de la ville est déjà mentionnée, la description se basant sur les résultats d'une expédition d'un ingénieur minier. Il est écrit :
« Affluents de l'Armani : à droite - Oyari, Iann, à 50 milles de l'embouchure ; Pebkilen, Gasson, 150 verstes ; en bas à gauche : Ouptar (ou Okhtar), long de 100 verstes ; Nelkanja, long de 200 milles, avec un affluent du Palatka. »
Comme la R504 Kolyma n'était alors pas en construction à la fin du XIXe siècle, celle-ci ayant été décidée que dans les années 1930, la légende est invalidée.
Selon Iouri Nekhorochkov, un spécialiste des toponymes de la région, le nom viendrait plutôt des chasseurs, car à cause de certaines pierres blanches au niveau de Palatka, les chasseurs depuis le haut des montagnes les auraient prises pour des tentes éclaircies par le soleil. Le nom viendrait alors bien de l'objet.
Il existe cependant une dernière théorie concernant l'origine du nom. La rivière Khassyne (en) s'appelait autre fois Atkan en évène, atkan signifiant caillou. Cet ancien nom aurait d'ailleurs donné son nom au village d'Atka, à environ 100 km au nord de Palatka. La première syllabe viendrait quant-à-elle de la langue évène, l'adjectif pour pierre se prononçant « pne'len », mais pouvant aussi se prononcer « palya ». Ainsi, les Évènes auraient qualifiés la rivière Atkan de rocheuse, donnant ainsi Palatka.
Un indice en faveur de cette origine serait la préposition pour la introduire la ville. En effet au lieu d'utiliser la préposition russe « в » utilisée pour les villes, régions et pays, la préposition pour introduire la ville est « на », celle utilisée pour les cours d'eau et les chaînes de montagnes. Le nom viendrait ainsi de la rivière et de son adjectif.

## Géographie

### Situation
Palatka se situe au nord-est de la Sibérie. Elle se situe sur la rive droite de la rivière Khassyne, juste avant sa confluence avec la rivière Palatka. Elle se situe à 60 km au nord-est de Magadan, et à 5 883 km à l'est de Moscou.

### Climat
Le climat de Palatka est classifié en tant que Dfb par la classification de Köppen. L'amplitude des précipitations est de 640 mm, celle des températures est de 39,8 °C.
| Mois                              | jan.  | fév.  | mars  | avril | mai  | juin | jui. | août | sep. | oct. | nov.  | déc.  | année  |
| --------------------------------- | ----- | ----- | ----- | ----- | ---- | ---- | ---- | ---- | ---- | ---- | ----- | ----- | ------ |
| Température minimale moyenne (°C) | −28,9 | −28,1 | −21   | −12,3 | −2,6 | 5,1  | 9,6  | 8,3  | 1,9  | −9,7 | −21,6 | −27,4 | −10,56 |
| Température moyenne (°C)          | −26,5 | −25,4 | −17,7 | −8,6  | 1    | 9,3  | 13,1 | 11,7 | 5    | −6,6 | −18,6 | −25,1 | −7,4   |
| Température maximale moyenne (°C) | −24,1 | −22,2 | −13,8 | −5,2  | 4,2  | 13,4 | 17,1 | 15,1 | 8,5  | −3,3 | −15,7 | −22,8 | −4,07  |
| Précipitations (mm)               | 21    | 19    | 28    | 42    | 47   | 72   | 73   | 103  | 83   | 66   | 60    | 26    | 640    |

## Histoire
Palatka est fondé en 1932, avec la construction la R504 Kolyma et le premier bâtiment fut un garage automobile. Les années suivantes, Palatka se développe avec l'apparition de camps hébergeant en 1937 près de 3000 personnes. Le Dalstroï fonde ainsi dans le village trois camps de travailleurs, dont un réservé aux femmes.
L'année suivante, un plan pour la ville est adoptée. Ainsi, une école et plusieurs industries voient le jour et le dépôt automobile possède près de 500 voitures. Malgré la guerre, Palatka continue de se développer et en 1950, une ligne à voie étroite est ouverte entre le port de Magadan et Palatka, afin de transporter les ressources aurifères et sylvicoles de la région. Cependant, il fermera 2 ans après l'arrêt du Dalstroï, en 1955.
En 1953, avec la création de l'oblast de Magadan, Palatka obtient le statut de comme urbaine et devient le centre administratif du raïon de la Khassyne. À la fin des années 1950, le chemin de fer est démantelé et en 1966, une ferme d'état est créée.
Palatka a connu sa plus forte croissance à partir des années 1970, le village devenant un dortoir pour les chercheurs d'or et mineurs travaillant dans la région, et parmi eux ceux des usines de Karamken, à 10 km au nord.
Palatka subira cependant la dislocation de l'URSS, perdant plus de la moitié de sa population en 10 ans.

## Urbanisme
Contrairement aux autres villages de la région, les édifices de Palatka et lieux publics de Palatka sont très bien entretenus. Cela est dû à un homme d'affaires russe et député, Alexandre Bassansky, qui a financé de nombreux projets. Ainsi, Palatka est connue dans la région par ses bâtiments colorés en bleu, jaune et rose pastel, rendant une atmosphère enfantine. De plus, les routes sont bien entretenues. Il y a 4 fontaines dans le village soit le village avec le plus de fontaines par habitant de toute la Russie, et plusieurs aires de jeux et de nombreuses statues ont été construites sous son mécénat,.
Cependant, de nombreux habitants sont sceptiques, car même si la qualité de vie est quasi égale à celle de Magadan pour une population plus de 30 fois plus petite, à quoi cela sert d'améliorer la qualité de vie si la région n'a pas d'avenir.
Le village est de plus équipé d'un centre sportif ouvert en 2021.

## Population
Recensements (*) ou estimations de la population
| 1937  | 1959* | 1970* | 1979* | 1989*  | 2002* | 2004  | 2005  |
| ----- | ----- | ----- | ----- | ------ | ----- | ----- | ----- |
| 3 000 | 5 108 | 5 223 | 8 400 | 10 496 | 4 888 | 4 700 | 4 579 |

| 2006  | 2007  | 2008  | 2009  | 2010* | 2012  | 2013  | 2014  |
| ----- | ----- | ----- | ----- | ----- | ----- | ----- | ----- |
| 4 458 | 4 389 | 4 279 | 4 226 | 4 244 | 4 148 | 3 999 | 3 999 |

| 2015  | 2016  | 2017  | 2018  | 2019  | 2020  | 2021  | 2022  |
| ----- | ----- | ----- | ----- | ----- | ----- | ----- | ----- |
| 3 996 | 3 931 | 3 757 | 3 699 | 3 579 | 3 555 | 3 562 | 3 571 |

## Transports

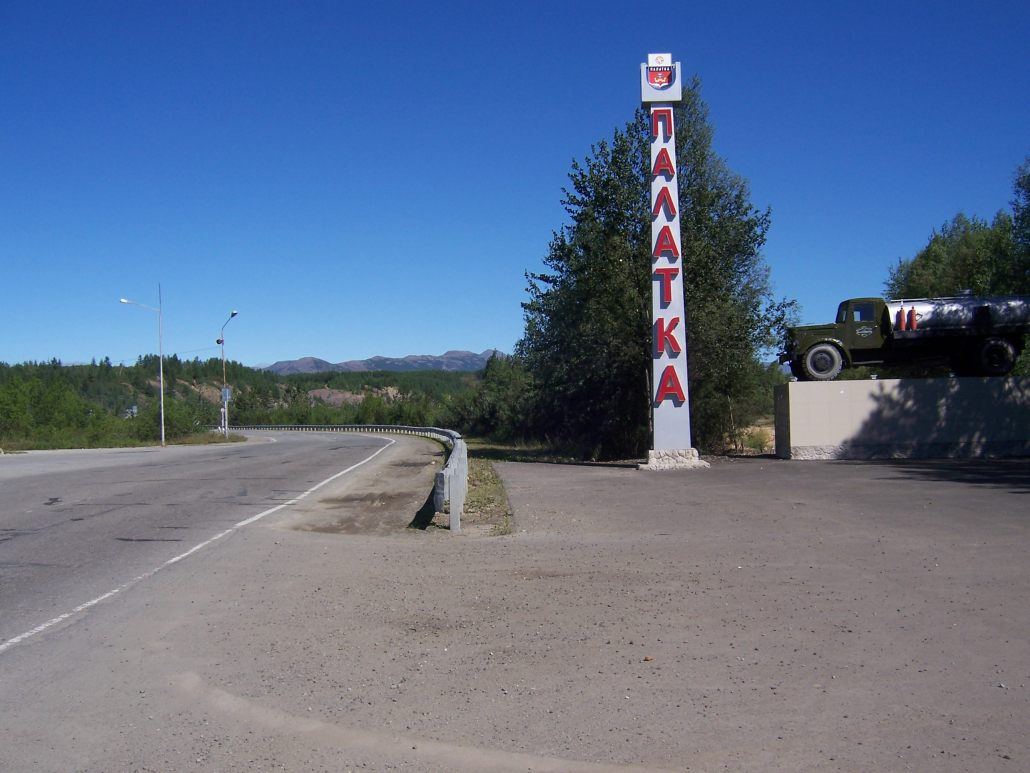
Entrée du village sur la R504 depuis Magadan.

Palatka se trouve sur la R504 Kolyma, à 87 km au nord de Magadan. Des liaisons de bus sont assurées entre les deux villes, ainsi qu'avec l'aéroport de Magadan.

## Jumelage
- Palatka est jumelée à Palatka (États-Unis) depuis 1987 quand les deux villes se sont aperçues qu'elles portaient le même nom, bien étant d'origines totalement différentes, la ville de Floride dérivant d'un nom amérindien.

## Galerie

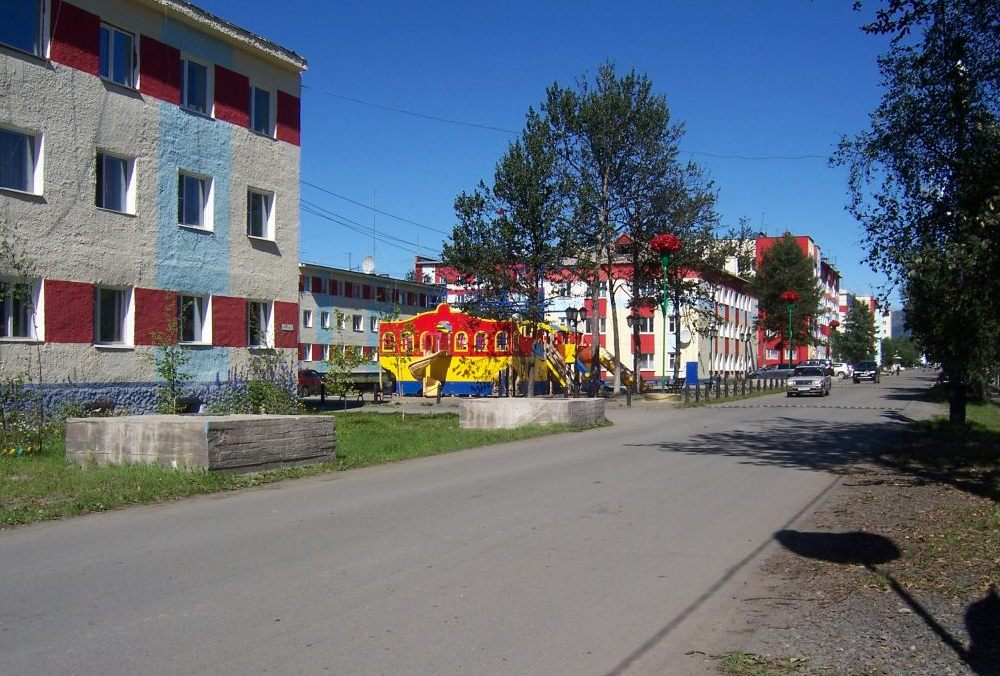
Bâtiments colorés et une aire de jeu
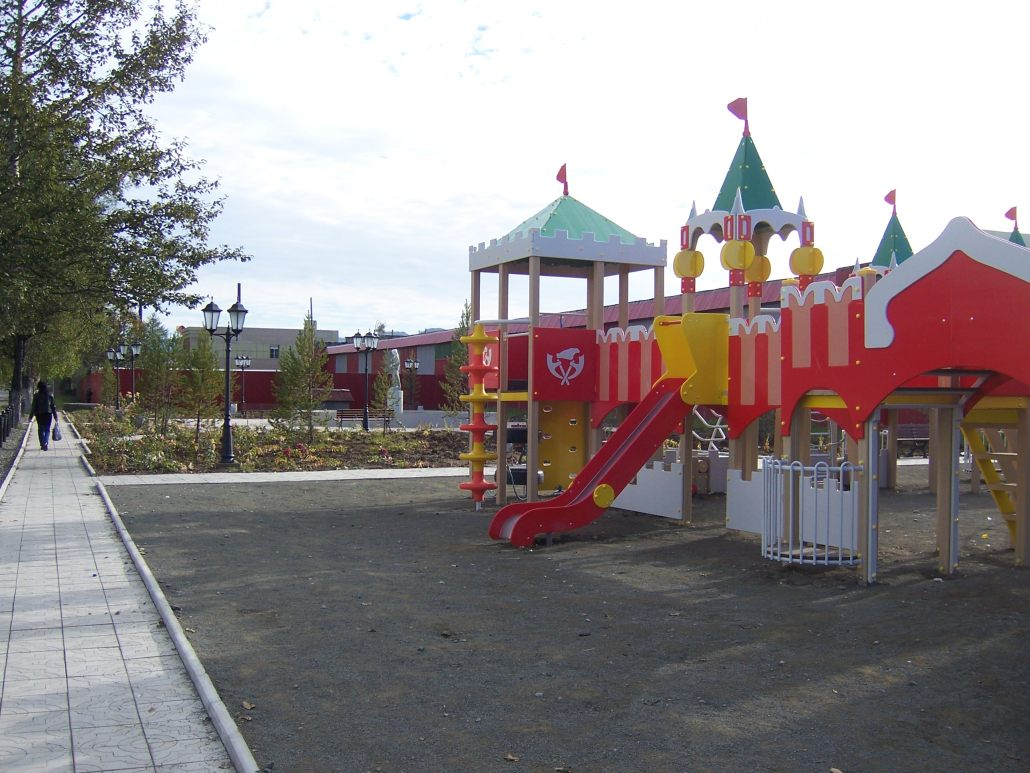
Aire de jeu
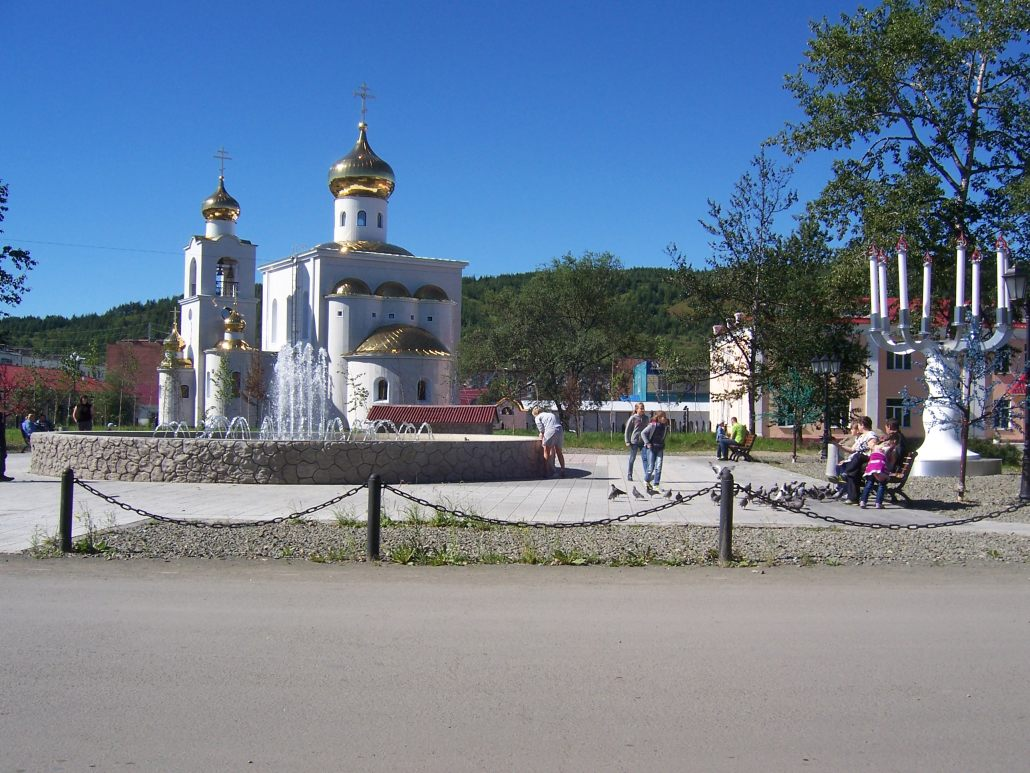
Église à Palatka avec une fontaine en premier plan